# Nagyér
Nagyér is een plaats (község) en gemeente in het Hongaarse comitaat Csongrád. Nagyér telt 620 inwoners (2002).